# Oradour-Saint-Genest
Oradour-Saint-Genest (tiếng Occitan: Orador Sent Genès) là một xã của tỉnh Haute-Vienne, thuộc vùng Nouvelle-Aquitaine, miền trung nước Pháp.